# Croc: Legend of the Gobbos
Croc: Legend of the Gobbos (ook wel Croc of in Japan: Croc! Pau-Pau Island (クロック！パウパウアイランド)), is een videospel dat werd uitgebracht in 1997 voor de PlayStation, Sega Saturn en Microsoft Windows. Drie jaar later volgde ook de Game Boy Color. Het spel speelt zich af in Croc's World. De Gobbos's zijn ontvoerd door de slechte baron Dante. Het doel van het spel is hen te redden voordat het te laat is. 
Het platformspel telt in totaal 42 levels. In elk level zitten zes Gobbos. Soms verstopt in een kooi die met een sleutel geopend kan worden. Als alle Gobbo's van een leven zijn gevangen kan een deur worden geopend aan het einde van een level. Het perspectief van het spel wordt in de derde persoon weergegeven.
Het spel kent vijf werelden, te weten:
1. Forest Island
2. Ice Island
3. Desert Island
4. Baron Dante's Castle
5. Crystal Island

In 1999 kwam het vervolg van het spel genaamd Croc 2 uit.

## Platform
| jaar | platform                          |
| ---- | --------------------------------- |
| 1997 | PlayStation, Sega Saturn, Windows |
| 2000 | Game Boy Color                    |

## Ontvangst
Het spel werd wisselend ontvangen:
| Beoordeeld door      | platform    | jaar | score |
| -------------------- | ----------- | ---- | ----- |
| Mega Score           | Windows     | 1998 | 92    |
| Absolute Playstation | PlayStation | 1997 | 91    |
| GamePro (US)         | PlayStation | 1997 | 90    |
| Gamezilla            | PlayStation | 1997 | 84    |
| PC Player (Germany)  | Windows     | 1998 | 81    |
| Gamesmania           | Windows     | 1998 | 75    |
| Jeuxvideo.com        | SEGA Saturn | 2010 | 70    |
| VicioJuegos.com      | PlayStation | 2012 | 60    |
| GameSpot             | PlayStation | 1997 | 58    |
| GameSpot             | Windows     | 1998 | 42    |

## Trivia
- Het spel was bedoeld als prototype van een serie Mario-spellen met in de hoofdrol Yoshi.